# Alternaria viciae-fabae
Alternaria viciae-fabae är en svampart som beskrevs av E.G. Simmons & G.F. Laundon 2007. Alternaria viciae-fabae ingår i släktet Alternaria och familjen Pleosporaceae. Inga underarter finns listade i Catalogue of Life.